# Антонов, Сергей Фёдорович (государственный деятель)
Серге́й Фёдорович Анто́нов (12 [25] сентября 1911, Покровское, Тобольская губерния — 28 декабря 1987, Москва) — советский государственный и партийный деятель, дипломат. Министр промышленности мясных и молочных продуктов СССР (1954—1957, 1965—1984). Чрезвычайный и полномочный посол  СССР в Афганистане (1960—1965).

## Биография
С. Антонов родился 12 (25) сентября 1911 года в селе Покровском Покровской волости Тюменского уезда Тобольской губернии, ныне село — административный центр Покровского сельского поселения Ярковского района Тюменской области.
В 1928—1931 годах проходил обучение в Курганской школе мастеров маслоделия в селе Чаши (ныне Каргапольский муниципальный округ Курганской области). Во время учёбы самостоятельно готовился к поступлению в высшее учебное заведение, изучая «Рабфак на дому». После школы мастеров маслоделия окончил краткосрочные курсы в Свердловске.
Трудовую деятельность начал в 1928 году рабочим Лыбаевского маслозавода Томского союза молочной кооперации.
В 1931—1932 годах — преподаватель, инструктор производственного обучения Курганской школы мастеров маслоделия и открытого на её базе в 1931 году Чашинского химико-технологического техникума молочной промышленности.
С 1937 года член ВКП(б).
В 1937 году окончил Ленинградский институт инженеров молочной промышленности.
В 1937—1939 годах — заместитель главного инженера, начальник производственно-технического отдела Главного управления молочной промышленности Народного комиссариата пищевой промышленности СССР.
В 1939—1941 годах — слушатель Высшей партийной школе при ЦК ВКП(б).
В 1941—1944 годах — заместитель начальника политического отдела 2-го Бердичевского пехотного училища.
В 1944—1946 годах — старший инструктор политического отдела Южно-Уральского военного округа.
В январе-апреле 1946 года — главный инженер Главного управления наркомата (с марта 1946 — министерства) мясной и молочной промышленности СССР.
В апреле-сентябре 1946 года — секретарь комитета ВКП(б) министерства мясной и молочной промышленности СССР.
В 1946—1953 годах — заместитель министра мясной и молочной промышленности СССР.
С марта 1953 по март 1954 года — начальник Главного управления молочной промышленности министерства лёгкой и пищевой промышленности (с августа 1953 — министерства промышленности продовольственных товаров) СССР.
В марте-апреле 1954 года — заведующий отделом промышленности мясных и молочных продуктов Совета Министров СССР.
С 17 апреля 1954 по 10 мая 1957 года — министр промышленности мясных и молочных продуктов СССР.
В 1957—1958 годах — заместитель председателя Московского городского совнархоза.
В 1958—1960 годах — советник-посланник посольства СССР в Китайской Народной Республике.
С 5 июня 1960 по 8 октября 1965 года — чрезвычайный и полномочный посол СССР в Королевстве Афганистан. 28 июля 1960 года состоялось вручение верительных грамот.
Со 2 октября 1965 по 11 января 1984 года — министр мясной и молочной промышленности СССР.

Могила Антонова С.Ф. на Кунцевском кладбище

Депутат Верховного Совета СССР: Совета Национальностей 7 созыва (1966—1970) от Киргизской ССР, Совета Союза 8—10 созывов (1970—1984) от Киргизской ССР. В Верховный Совет 9 созыва избран от Иссык-Кульского избирательного округа № 736. Член ЦРК КПСС (1966—1976), ЦК КПСС (1976—1986).
Сергей Фёдорович Антонов умер в Москве 28 декабря 1987 года. Похоронен на Кунцевском кладбище, ныне в муниципальном округе Можайский Западного административного округа города Москвы, участок 10.

## Награды
- Орден Ленина (1971, 24 сентября 1981)
- Орден Октябрьской Революции (1976)
- Орден Трудового Красного Знамени (1961, 1965)
- два ордена Афганистана (1964, 1965)[7]
- медали